# Новый Баллыкуль
Но́вый Баллыку́ль (тат. Яңа Баллыкүл) — село в Алькеевском районе Республики Татарстан, в составе Старосалмановского сельского поселения.

## История
В «Списке населенных мест по сведениям 1859 года», изданном в 1866 году, населённый пункт упомянут как казённая деревня Новые Балыкули 1-го стана Спасского уезда Казанской губернии. Располагалась при речке Нохратке, по правую сторону коммерческого Самарского тракта, в 34 верстах от уездного города Спасска и в 19 верстах от становой квартиры во владельческом селе Воскресенское (Гусиха). В деревне в 65 дворах жили 442 человека (220 мужчин и 222 женщины). Была мечеть.

## Население
| 1782 | 1859 | 1908 | 1920 | 1926 | 1938 | 1949 | 1958 | 1970 | 1979 | 1989 | 2002 | 2010 | 2015 |
| ---- | ---- | ---- | ---- | ---- | ---- | ---- | ---- | ---- | ---- | ---- | ---- | ---- | ---- |
| 107  | 374  | 615  | 574  | 424  | 381  | 260  | 216  | 254  | 143  | 84   | 105  | 72   | 64   |

Национальный состав села: татары.